# CLIC (acelerador)

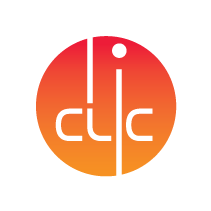
- Logo do Projeto Compact Linear Collider Autor: Gerbershagen

CLIC, sigla de Colisionador Linear Compacto  - em francês Collisionneur linéaire compact e em inglês Compact Linear Collider  -  é um projecto de nível internacional com base numa máquina onde os electrões e os positrões, os anti-electrões, entrem em colisão a energiasde de vários TeVs. Ao usar ao mesmo tempo os electrões e positrões, os cientistas pensam abrir mais um campo de pesquisa. Um CLIC para uma nova física, tal como  o apresenta CERN Public, é uma projecto de pesquisa e desenvolvimento (P&D) de aceleradores a fim de construir uma máquina que possa explorar as descobertas do LHC.

## CTF3
Com base nas estruturas de radiofrequência e com um sistema a dois feixes pensa-se poder atingir uma energia cinética da ordem dos 3 TeVs. O CLIC tomou o nome de CTF3 para CLIC Test Facility 3e que tem como objectivo demonstrar a viabilidade do esquema CLIC num multi-TeV eletrão-positrão colisionador linear.
Num acelerador a dois feixes, a grande potência radiofrequência (RF) que serve para acelerar o feixe principal é extraído de um segundo feixe de electrões com grande intensidade, e paralelo ao feixe primário.